# Сату Маре (Мехединци)
Сату Маре (рум.  — „Велико Село”) насеље је у Румунији у округу Мехединци у општини Стангачауа. Oпштина се налази на надморској висини од 192 m.

## Становништво
Према подацима из 2002. године у насељу је живело 273 становника, од којих су сви румунске националности.